# 오카 마리
오카 마리(일본어: 岡 真理, 1960년 10월 6일~)는 일본의 아랍 문학자, 사상학자로, 교토 대학 명예교수, 와세다 대학 문학학술원 문화 구상학부의 교수로, 도쿄도 출신이다.